# Velké Hamry
Velké Hamry település Csehországban, Jablonec nad Nisou-i járásban. Velké Hamry Kořenov, Plavy, Pěnčín, Zásada, Tanvald, Smržovka és Zlatá Olešnice településekkel határos. Lakosainak száma 2728 fő (2024. január 1.).

## Népesség
A település lakosságának változását az alábbi diagram mutatja:
| Lakosok száma | 2774 | 3362 | 4033 | 2582 | 2118 | 2721 | 2667 | 2650 | 2637 | 2728 |
|               | 1869 | 1890 | 1921 | 1950 | 1980 | 2001 | 2017 | 2019 | 2022 | 2024 |